# Филозичі
45°07′ пн. ш. 14°17′ сх. д. / 45.11° пн. ш. 14.29° сх. д.
Филозичі (хорв. Filozići) — населений пункт у Хорватії, в Приморсько-Горанській жупанії у складі міста Црес.

## Населення
Населення за даними перепису 2011 року становило 6 осіб.
Динаміка чисельності населення поселення:

## Клімат
Середня річна температура становить 12,84 °C, середня максимальна – 25,08 °C, а середня мінімальна – 1,32 °C. Середня річна кількість опадів – 1231 мм.
| Клімат поселення                              | Клімат поселення | Клімат поселення | Клімат поселення | Клімат поселення | Клімат поселення | Клімат поселення | Клімат поселення | Клімат поселення | Клімат поселення | Клімат поселення | Клімат поселення | Клімат поселення | Клімат поселення |
| Показник                                      | Січ.             | Лют.             | Бер.             | Квіт.            | Трав.            | Черв.            | Лип.             | Серп.            | Вер.             | Жовт.            | Лист.            | Груд.            |                  |
| Середній максимум, °C                         | 9,02             | 8,62             | 10,64            | 14,48            | 19,38            | 23,39            | 25,08            | 24,24            | 20,23            | 16,13            | 11,55            | 9,16             |                  |
| Середня температура, °C                       | 5,35             | 4,96             | 6,98             | 10,81            | 15,72            | 19,76            | 22,44            | 21,60            | 17,58            | 13,48            | 8,90             | 6,51             |                  |
| Середній мінімум, °C                          | 1,70             | 1,32             | 3,33             | 7,18             | 12,09            | 16,10            | 19,79            | 18,96            | 14,94            | 10,83            | 6,25             | 3,88             |                  |
| Норма опадів, мм                              | 102              | 84               | 89               | 90               | 80               | 94               | 59               | 85               | 117              | 148              | 157              | 126              |                  |
| Середньомісячна швидкість вітру, м/с          | 3.20             | 3.38             | 3.39             | 3.20             | 2.87             | 2.75             | 2.69             | 2.75             | 2.90             | 3.22             | 3.52             | 3.47             |                  |
| Середньомісячна сонячна радіація, кДж/м²·день | 4578             | 7382             | 10697            | 15252            | 19574            | 21235            | 22693            | 19457            | 14151            | 9255             | 4959             | 3836             |                  |
| --------------------------------------------- | ---------------- | ---------------- | ---------------- | ---------------- | ---------------- | ---------------- | ---------------- | ---------------- | ---------------- | ---------------- | ---------------- | ---------------- | ---------------- |
| Джерело:                                      |                  |                  |                  |                  |                  |                  |                  |                  |                  |                  |                  |                  |                  |